# Культура цыган
На цыганскую культуру оказали существенное влияние культуры других народов. Однако сложившиеся цыганские традиции составляют основу цыганской идентичности. Предпринимался ряд попыток конструировать национальную идеологию цыган, например, концепция «безгосударственной нации».
Цыгане являются одними из проводников распространения народных верований и обычаев, и в районах своего расселения, например, в Румынии, они являются хранителями «национальных» обычаев, танцев и других элементов традиционной культуры, которые в значительной степени исчезли из современной сельской жизни. Рома имеют богатые устные традиции, но в силу социальных условий их письменная литература сравнительно скудна.
Серьёзной проблемой, с которой столкнулись цыгане, является разрушение их традиционного образа жизни в условиях промышленно развитых обществ. Всё более распространенными становятся многоквартирное жильё, экономическая независимость и смешанные браки с нецыганами.

## Занятия
Цыгановеды Л. Н. Черенков и Стефан Ледерих отмечали, что, вопреки распространённому стереотипу, бо́льшая часть цыган всегда жила оседло. Эпитет «кочевое племя» является лишь романтичным клише. По данным статистики и исторических источников, концентрация цыган была и остаётся наиболее высокой в Восточной Европе и на Балканах, в регионе, для которого характерен оседлый образ жизни. Цыгане проживали в отдельных посёлках и особых городских кварталах (махалах). Цыгане карпатской «метагруппы» в обозримом прошлом вовсе не кочевали.
Цыганский термин гаджо, «не-цыган», является исконно индийским. Первоначальная форма — гавджа. И в современных цыганских диалектах слово гав означает деревню, на основании чего предполагается происхождение термина, который стал основой антитезы «ром — гаджо». Гав-джа в начальном значении — «житель деревни», «крестьянин». Предположительно, предки цыган вели кочевую или полуоседлую жизнь. В этот период появилось противопоставление оседлым земледельцам.
Черенков и Ледерих также указывали, что выпрашивание милостыни в качестве промысла характерно только для маргинальных цыганских групп, которые утратили язык и старинные традиции.
К числу основных традиционных занятий принадлежат ремесло и торговля, включая торговлю скотом. Развитыми ремёслами являются кузнечество (в частности, были распространены посёлки кузнецов), ювелирное и лудильное мастерство, изготовление металлической посуды. Начиная со Средневековья занимались также дрессировкой животных — мужчины (заклинание змей и вождение медведя, которым были заняты отдельные группы — урса́ры, от рум. urs — «медведь») и гаданием — женщины. Мужчины были также музыкантами; женщины работали артистами. До появления ветеринарии многие фермеры обращались к цыганским торговцам скотом за советами по вопросам здоровья и содержания скота.
Современные быт и занятия рома претерпели изменения. Путешествия осуществляются посредством караванов из легкового и грузового автотранспорта; торговля скотом уступила место продаже подержанных автомобилей и прицепов. Ремесло кузнецов и лудильщиков для городских цыган сменилось на работу автомеханиками и автослесарями. Многие цыгане ведут оседлый образ жизни, занимаясь своим ремеслом или работая неквалифицированными наёмными рабочими.
В 1920—1930-е годы советское государство приняло некоторые постановления, направленные на переход цыган к оседлой жизни. Были организованы цыганские колхозы. В ряде городов созданы цыганские школы, существовал Цыганский педагогический техникум. В 1956 году СССР принял закон о запрете кочевого образа жизни. Позднее такие законы были приняты в других странах соцлагеря. Все эти меры способствовали включению цыган в современное общество.
В СССР цыгане имели доступ к образованию и трудовым местам. Было востребованным и популярным цыганское искусство, от сельского клуба до правительственного концерта в Кремле. Сформировалась цыганская интеллигенция, получившая международное признание.
В 1989 году создано Московское цыганское культурно-просветительное общество «Романо кхэр» («Цыганский дом»). Затем возникли другие цыганские организации. В 1999 году создана общероссийская общественная организация «Федеральная национально-культурная автономия российских цыган». В 2013 году Правительство Российской Федерации приняло Комплексный план мероприятий по социально-экономическому и этнокультурному развитию цыган Российской Федерации.

## Социальная структура
Цыгане признают разделение между собой на этнические группы с некоторыми представлениями о территориальности и опорой на культурные и диалектные различия.
Не существовало ни одной властной структуры, конгресса, или правителя, которые признавались бы всеми рома, однако международные конгрессы рома проводились в Мюнхене, Москве, Бухаресте и Софии (1906) и в Роуне в Польше (1936). Тем не менее, среди рома существует политическая власть. В традиционной культуре имеет место патрилинейный род, который включает до 800 человек. В среде синти этот род именуется штама, в среде кэлдэраров и кишинёвцев — вица, русскими цыганами — родо, крымскими — чанг, тухумя. У кочевых групп община представляет собой кочевой табор, включающий до 25 кибиток или шатров, который возглавляет вожак; решение спорных вопросов осуществлял суд пожилых мужчин (сэндо, крис). Доход разделялся между всеми членами общины, в том числе неработоспособными. Распространены взаимопомощь и гостеприимство. Главы групп от десятка до нескольких сотен семей избираются пожизненно из выдающихся семей группы. Эта должность не передается по наследству. Сила и авторитет глав варьируются в зависимости от размера группы, её традиций и отношений с другими группами внутри конфедерации. Именно глава выполнял функции казначея группы, определял порядок её миграции и становился её представителем перед местными властями. Он управлял через совет старейшин, который также советовался с phuri dai, старшей женщиной в группе. Влияние phuri dai было сильным, особенно в отношении женщин и детей, и во многом основывалось на способности зарабатывать и организации женщин как группы внутри группы.
Группы состоят из виц, которые представляют собой именные группы расширенных семей, имеющих общее происхождение по отцовской или материнской линии, насчитывающих до 200 человек. Большая вица может иметь своих главу и совет. Членство в вице может быть заявлено, если в результате брака в вице родятся дети. Лояльность и экономическая кооперация предполагаются на уровне домохозяйства, а не на уровне вицы. В цыганском языке нет общего термина для домашнего хозяйства. В рамках хозяйственной кооперации человек связан с кругом значимых родственников, с которыми он имеет семейную близость и в данный момент не находится в конфликте.
В областях наиболее плотного расселения и сохранения общинных традиций руска рома сохраняют в наибольшей степени соционормативные основы своей традиционной культуры, в первую очередь этнический суд. Семьи руска рома, имеющие давние традиции оседлости, занимаются разведением домашнего скота и огородничеством. В советский период работали в колхозах. Не считая сэрвов, у русских цыган раньше и сильнее других этнических групп проявился распад традиционной социальной организации, что выразилось, в частности, в укорочении родовой памяти с 10 до 3—4 поколений. У руска рома встречается наибольшее количество семей, хорошо интегрированных в русскую культуру, и лиц, имеющих среднее профессиональное и высшее образование, что, однако, остаётся нечастым явлением. В большей степени распространено использование письменных форм коммуникации, чтение печатной продукции.

## Право
Самым сильным из цыганских институтов социального контроля был крис. Этот термин обозначает как свод обычного права и ценности справедливости, так и ритуал и судебный институт группы. Основу цыганского кодекса составляют всеобъемлющие концепции верности, сплочённости и взаимопомощи внутри признанной политической единицы. Крайней негативной санкцией, налагаемой крисом, который рассматривал все споры и нарушения кодекса, было отлучение от группы. Также приговор к остракизму может исключить человека из участия в определённых мероприятиях группы и приговаривать к выполнению чёрных работ. В некоторых случаях старейшины принимали решение о реабилитации, после чего следовал праздник примирения.

## Семья
Иногда сохраняются большие семьи. Семейный уклад является строго патриархальным. Традиционная цыганская семья состоит из супружеской пары, их неженатых детей и по крайней мере одного женатого сына, его жены и их детей. После свадьбы молодая пара обычно живет с родителями мужа, и молодая жена следует обычаям группы своего мужа. В идеале к тому времени, когда старший сын будет готов отделиться со своей семьёй, младший сын уже женится и присоединяется к семье со своей женой. Хотя к концу XX века эта практика значительно сократилась, браки традиционно устраиваются старейшинами семьи или группы (вица и др.), чтобы укрепить политические и родственные связи с другими семьями, группами или, реже, конфедерациями. Центральным элементом традиционных цыганских браков является брачный выкуп за невесту родителям невесты от родителей жениха. Имеют распространение также такие обычаи, как сватовство (включая колыбельный сговор), обмен дочерьми и умыкание.

## Религия
Цыгане в Центральной и Западной Европе, Америке и Австралии — в основном католики и протестанты, на Балканах, в Азии и Африке — мусульмане-сунниты, в Восточной Европе, включая Россию, и Румынии — православные.
Также в Белоруссии, Венгрии , Румынии и в Болгарии были отмечены небольшие группы цыган, исповедующих иудаизм. Так например, в Болгарии в Софии и в Дупнице ещё до Второй Мировой Войны возникла небольшая община под названием  Жутане Рома (букв. «еврейские цыгане»). Костяк общины составляли потомки еврейских женщин, вышедших замуж за принявших иудаизм цыганских мужчин. В Софии проживало более 100 цыганско-еврейских семей, которые в основном компактно проживали в районе Факультета на улице Средняя Гора. После Холокоста большинство из них уехало в Израиль, но несколько семей остались в Болгарии.
Советский этнограф Лекса Мануш считал, что в цыганской лексике и поверьях можно найти значительно больше признаков, указывающих на связь с индуизмом и особенно шиваизмом. Например, для обозначения креста во многих цыганских диалектах Европы используется термин trusul (trusil, truxul, trixul), которое Мануш считал происходящим от атрибута Шивы тришулы.

## Одежда
Традиционный женский цыганский костюм включает несшитую юбку с оборкой и сильно присборенный передник (кытрынцы), кофту, характерную глубоким вырезом с целью облегчить кормление детей грудью, шаль, различные золотые и серебряные украшения.

## Фольклор
Фольклор цыганских этнических групп испытал влияние фольклора этнических групп, в окружении которых цыгане проживают, либо этнических групп, через территории проживания которых цыгане мигрировали в разное время своей истории, повторяя те же жанры и сюжеты. Ряд сюжетов являются устойчивыми, повторяясь в культуре групп, проживающих на значительном расстоянии одна от другой. Большим богатством отличается фольклор цыган Балкан, Румынии и Венгрии. Так, цыгане влашской диалектной группы, проживающие на территории распространения румынского языка и фольклора, обладают развитым жанром баллады. В кэлдэрарском фольклоре в переводе на цыганский язык известен героический румынский цикл — баллады о Груе и Новаке, Корбе, мастере Маноле и др. Непосредственно цыганские сюжеты преобладают в текстах песен, реже — баллад, созданных в новейшее время. Богатством отличаются выразительные средства песенного фольклора. Песни отражают цыганский быт в прошлом. Цыганские сказки включают преимущественно заимствованные сюжеты.
Каждая группа цыган (табор, место поселения) имела своего импровизатора, владевшего искусством пересказывания старых и создания новых сказок и баллад. В конце XIX — начале XX века некоторые из рассказчики начали записывать свои произведения. В конце XIX века около 50 оригинальных сказок и баллад записал Микулае Иванча, цыган из Ясс, капрал румынской армии.
Фольклор цыган Испании оказал большое влияние на формирование фламенко.

## Музыка и танцы
Одним из основных занятий цыган является музыка. Репертуар включает собственные таборные песни, а также песни других народов и популярные композиции из европейской профессиональной музыки XVIII—XIX веков, которые вошли в репертуар цыганских капелл, и др. Цыгане не обладают единой музыкальной культурой, однако цыганская музыка и исполнительство обладают общими чертами: гемиольные звукоряды (венгерская, или цыганская, гамма), микротоновая мелизматика и глиссандирование, гортанная подача звука. Таборная музыка характеризуется преимущественно как вокальная одноголосная, основными жанрами являются протяжные и быстрые танцевальные песни; и на те, и на другие оказал влияние фольклор окружающих народов. Ряд заимствованных песен также считаются таборными.
В среде венгерских цыган распространены инструментальные ансамбли (применяются скрипки, цимбалы, контрабас) и жанры (вербункош, чардаш). В Молдавии и Румынии обладают высоким исполнительским мастерством цыгане — лэутары.
В России в XVIII—XIX веках имели распространение так называемые цыганские хоры, поющие в русской подголосочной манере, но с сохранением характерной для таборной музыки ладовой окраски и в сопровождении гитар. Первый такой хор был создан в 1774 году по распоряжению граф А. Г. Орлова-Чесменского в Пушкино. Он получил известность как Соколовский хор, по имени своего первого руководителя, главы цыган Ивана Соколова. До настоящего времени сохраняется пение на эстраде цыганского романса. В Москве действует цыганский театр «Ромэн». К числу известных российских цыганских музыкантов принадлежат скрипач Михаил Эрденко, певец Николай Сличенко.
Темы семейной и этнической лояльности, типичные для цыганской музыки, помогли сохранить определённые представления, однако некоторые исполнители из числа более молодых и талантливых оказались привлечены материальным вознаграждением во внешнем мире.